# دبلوماسية العلوم والأوبئة
دبلوماسية العلوم هي جهود تعاونية من قبل الكيانات المحلية والعالمية لحل القضايا العالمية باستخدام العلوم والتكنولوجيا كقاعدة. في دبلوماسية العلوم، يجري التعاون لتعزيز العلوم ولكن يمكن أيضًا استخدام العلم لتسهيل العلاقات الدبلوماسية. وهذا يسمح حتى للدول المتنازعة بالالتقاء من خلال العلم لإيجاد حلول للقضايا العالمية. عملت المنظمات العالمية والباحثون ومسؤولو الصحة العامة والبلدان والمسؤولون الحكوميون والأطباء معًا في السابق لإنشاء تدابير فعالة لمكافحة العدوى والعلاج اللاحق. يستمرون في القيام بذلك من خلال مشاركة الموارد وبيانات البحث والأفكار ووضع القوانين واللوائح التي يمكن لها أن تزيد من تقدم البحث العلمي حيز التنفيذ. بدون الجهود التعاونية لهذه الكيانات، لن يكون لدى العالم اللقاحات والعلاجات التي نمتلكها الآن للأمراض التي كانت تعد قاتلة مثل: السل والتيتانوس وشلل الأطفال والإنفلونزا وما إلى ذلك. تاريخيًا، أثبتت الدبلوماسية العلمية نجاحها في أمراض مثل السارس والإيبولا وزيكا ولا تزال ذات صلة خلال جائحة كوفيد-19 اليوم.

## الطاعون والحمى الصفراء والكوليرا
بعد مؤتمر فيينا عام 1815، بدأت حقبة جديدة من التجارة الدولية والتعاون في أوروبا. استخدمت إمبراطورية هابسبورغ والمملكة المتحدة وروسيا وبلاروسيا قوتهم بصفتهم المنتصرين لفرض الحجر الصحي. تلاقوا أسبوعياً في باريس ومنعوا انتشار الطاعون والحمى الصفراء في أوروبا.
أدى تفشي الطاعون والكوليرا في الإمبراطورية العثمانية إلى إنشاء مجلس القسطنطينية للصحة، والذي ضم أعضاء أوروبيين. كان الطاعون مستوطنًا في الإمبراطورية العثمانية في هذه المرحلة، لذلك كان للإمبراطورية النمساوية منطقة حدودية مع الإمبراطورية العثمانية ولم تسمح بالمرور إلا في الأماكن التي كان من الممكن فيها الحجر الصحي. استخدمت الإمبراطورية العثمانية المعرفة الأوروبية لتقليل انتشار الأمراض.
في حين أصبح الحجر الصحي ممارسة شائعة بحلول منتصف القرن الخامس عشر، استُخدمَ بشكلٍ متكرر لتحقيق غايات سياسية. رغم أنه لم يكن من الواضح ما إذا كان الحجر الصحي فعالًا، كان لا يزال يستخدم من قبل الدول الأوروبية في أثناء تفشي الكوليرا في روسيا الأوروبية في عام 1830. وقد تأثرت إجراءات الحجر الصحي بشكل كبير بالمصالح التجارية.
اقترحت حكومة لويس فيليب في فرنسا إرشادات دولية للحجر الصحي لمنع استخدامها لتحقيق مكاسب سياسية. درس السيد بيير دي سيجور دوبيرون، كجزء من هذه الحكومة، الحجر الصحي ووجد أن تفشي الطاعون مرتبط بشكل مباشر بالتجارة. على هذا النحو، كان الحجر الصحي فعالًا، لكن طبيعته غير المنتظمة جعلته قمعيًا بلا داعٍ. واقترح حظر الزيادات التعسفية في الحجر الصحي.
اهتمت الحكومة الفرنسية وأمضت سنوات عديدة في محاولة لترتيب لقاء دولي. انعقد المؤتمر الصحي الدولي الأول عام 1851. واستمر ستة أشهر. ومع ذلك، كان لدى الدول المختلفة أهداف مختلفة: أرادت إنجلترا وفرنسا تقليل الحجر الصحي لتعزيز مصالحهما التجارية والاستعمارية بينما أرادت دول البحر الأبيض المتوسط الحفاظ على الحجر الصحي من أجل المنفعة العامة المعترف بها. وُضعت الكثير من الاتفاقيات في مناقشة ما إذا كانت الكوليرا معدية وما إذا كان الحجر الصحي فعالاً ضد الكوليرا. جرى التوقيع على الاتفاقية من قبل فرنسا والبرتغال وسردينيا فقط.
كان هناك ما يقارب تسعة مؤتمرات صحية دولية ركزت على الكوليرا، في الفترة 1851-1894. في النهاية، أدت المؤتمرات الصحية الدولية إلى تشكيل منظمة الصحة العالمية في عام 1948.

## مرض الالتهاب الرئوي الحاد (سارس)
وُصفت جائحة المتلازمة التنفسية الحادة الوخيمة (سارس) في عام 2003 بأنها الجائحة الأولى في القرن الحادي والعشرين. ظهرت بدايةً في الصين في نهاية عام 2002 وانتشرت بسرعة إلى أكثر من عشرين دولة في أمريكا الشمالية وأمريكا الجنوبية وأوروبا وآسيا. يُعرف الفيروس الذي يسبب السارس باسم فيروس كورونا المرتبط بالسارس (SARS-CoV) وهو شديد العدوى، وينتج أحيانًا أمراضًا تنفسية مميتة. يمكن أن ينتشر بسهولة من خلال الاتصال المباشر بين الأشخاص. في عام 2003، أبلغت منظمة الصحة العالمية عن 8098 إصابة و774 حالة وفاة. ثبتت إصابة 8 فقط بفيروس (SARS-CoV) في الولايات المتحدة حينئذ. أدت الجهود التعاونية من قبل المنظمات والبلدان والباحثين ومسؤولي الصحة العامة في جميع أنحاء العالم إلى احتواء الفيروس في غضون نحو 5-6 أشهر. أعلنت منظمة الصحة العالمية ولأول مرة عن حالة تأهب عالمية لمرض شبيه بالالتهاب الرئوي الحاد في 12 مارس / آذار. ضمنت الإجراءات التي اتخذتها منظمة الصحة العالمية تلقي تقارير متسقة بشأن البلدان الأكثر تضرراً من تفشي المرض. سمح تعاون منظمة الصحة العالمية مع المنظمات الأخرى مثل وسائل الإعلام ووكالات الأمم المتحدة والشبكة العالمية للإنذار بتفشي الأمراض والاستجابة لها (GOARN) بتحديد المواقع التي توجد بها حالات سارس جديدة. استخدمت منظمة الصحة العالمية أيضًا الشبكة العالمية للاستخبارات الصحية العامة (GPHIN)، التي طورتها منظمة الصحة الكندية من أجل تحسين سرعة اكتشاف الفاشيات وتعزيز وقت الاستجابة.
اتُّخذت إجراءات فورية لتنفيذ تدابير الاحتواء المناسبة عند تحديد مواقع تفشي المرض. كما دخلت منظمة الصحة العالمية في شراكة مع GOARN لإرسال فرق من الخبراء إلى المناطق التي تأثرت بشدة بالسارس مثل الصين وهونغ كونغ وسنغافورة وفيتنام. مثل هؤلاء الخبراء نحو 20 منظمة مختلفة و15 جنسية مختلفة وعملوا في عدة قطاعات لاحتواء الفيروس. كما عمل علماء الأوبئة من خلفيات متنوعة معًا لمراجعة تدابير السيطرة على انتشار الفيروس وكذلك تحليل سلوك الفيروس في أثناء انتقاله. ينحدر هؤلاء علماء الأوبئة من وكالة حماية الصحة (المملكة المتحدة)، والمعهد الوطني للأمراض المعدية (اليابان)، ومعهد روبرت كوخ (ألمانيا)، وأكثر من ذلك. لعب الأطباء الذين يمثلون أكثر من 11 دولة أيضًا أدوارًا متكاملة في تدابير مكافحة الفيروس من خلال العمل معًا لإنشاء خطط علاج فعالة وتحسين إجراءات مكافحة العدوى في المستشفيات في جميع أنحاء العالم. كان بعضهم من مستشفى جامعة جنيف (جنيف، سويسرا)، والمعهد الوطني للصحة (سلوفينيا)، ومستشفى اديلايد ميث والمستشفى الوطني للأطفال (دبلن، أيرلندا).
بالإضافة إلى ذلك، شارك باحثون من المعامل في جميع أنحاء العالم نتائجهم مع بعضهم البعض على أمل اكتساب فهم أفضل للمرض لاختبار اللقاحات الممكنة لمرض السارس. إلى جانب هذه المنظمات، عمل مركز السيطرة على الأمراض والوقاية منها (CDC) أيضًا عن كثب مع منظمة الصحة العالمية طوال فترة تفشي مرض السارس. قام مركز السيطرة على الأمراض (CDC) بتنشيط مركز عمليات الطوارئ (EOC) على الفور بعد أيام قليلة من إنذار منظمة الصحة العالمية العالمي وإبلاغ العامة بهذا المرض الجديد مع توفير بروتوكولات وقائية لتجنب الإصابة. قاموا أيضًا بتأسيس وإرسال فرق من المتخصصين من خلفيات متعددة لإجراء تحقيقات في الموقع حول مرض السارس وأجروا بحثًا مكثفًا لاختبار عينة السارس من أجل تحديد سببها وسلوك انتقالها. في يوليو، أعلنت منظمة الصحة العالمية رسميًا أنه جرى احتواء وباء السارس.